# 古巴-海地關係
古巴-海地關係，是指兩個加勒比海國家的雙邊關係。

## 歷史
海地在1959年在反共的弗朗索瓦·杜瓦利埃總統治下中斷與古巴的外交關係，並敦促美洲國家組織成員國切斷與古巴的關係。1977年，儘管沒有正式的外交關係，兩國仍簽署了古巴-海地海上邊界協定，確定了向風群島航道的官方海上邊界。讓·貝特朗·阿裡斯蒂德和菲德爾·卡斯特羅於1997年同意重建關係，同年晚些時候，古巴大使館在太子港開放。

## 援助與發展
自颶風喬治吹襲海地以來，古巴以醫生、教育和醫療用品的形式向海地提供了醫療援助。自1998年以來，已有3000多名醫生被派往海地，並在哈瓦那的拉丁美洲醫學院培育了550名海地人，目前有2010名海地人在拉丁美洲醫學院學習。從1998年到2010年，古巴進行了207，000多次手術，恢復了45，000人的視力，14萬次醫醫諮詢，教了6萬人如何閱讀，並協助100萬名兒童出生。在2010年海地地震之後，古巴是首批派出醫療隊的回應者之一，為數十萬患者提供了治療，並進行了100萬多次手術。由於古巴的醫療援助，海地的嬰兒死亡率和預期壽命發生了變化。

## 古巴的海地人
古巴也有一些海地人生活，約有300000人，主要在東部地區，多是美國佔領海地時來到，海地克里奧爾語是該國第二大語言。近年來，由於海地的自然災害，如2010年海地地震，許多人抵達。